# Верховинка (річка)
Верхови́нка — річка в Україні, в межах Тернопільського району Тернопільської області. Ліва притока Серету (басейн Дністра).

## Опис
Довжина річечки близько 10 кілометрів, площа басейну 18 км². Річище на значній протяжності каналізоване і випрямлене. Споруджено декілька ставів, переважно в нижній течії. Найбільш заболочена пригирлова частина.

## Розташування
Витоки розташовані на південно-західному схилі Товтрової гряди в лісовому масиві на північ від села Дітківці Зборівського району, на висоті бл. 400 м над рівнем моря. Тече переважно на захід. Впадає до Серету на східних околицях села Вертелка.

## Населені пункти
Всі Зборівського району Львівської області:
- Дітківці
- Мшанець
- Вертелка

## Цікаві факти
За минулі століття воду річки використовували для сільського господарства (водяні млини, круподерки), та для виробництва сукна (сукнобійки). В сучасний період воду річки використовують для зрошення сільськогосподарських угідь (у посушливий літній період), також для домашніх потреб, а у ставах, утворених на руслі річки, розводять рибу та водоплавну птицю.